# Hermann Droste zu Vischering
Hermann Droste zu Vischering (* im 15. Jahrhundert; † im 16. Jahrhundert) war Domherr in Münster.

## Leben
Hermann Droste zu Vischering entstammte als Sohn des Heinrich Droste zu Vischering und dessen Gemahlin Margaretha ?? einer Familie, die aus dem Stamm von Wulfheim (Drosten von Dülmen) hervorging und seit 1309 als Drosten zu Vischering auch diesen Familiennamen führt. Zahlreiche namhafte Persönlichkeiten gingen aus diesem Adelsgeschlecht, das zu den bedeutendsten im Münsterland zählt, hervor.
Hermann gehörte seit September 1412 als Domherr dem Domkapitel an. Am 27. Juli 1450 schloss er sich als Senior des Kapitels zusammen mit einigen anderen Domherren dem Protest gegen die Ernennung des Walram von Moers zum Bischof an. Die Bischofswahl führte zur Münsterischen Stiftsfehde. Im April 1451 richtete die Stadt Münster einen Appell an Papst Nikolaus V. gegen die Wahlbestätigung des Bischofs Walram. Diesem schloss sich Hermann an und erhielt dafür am 15. April eine Bestätigung der Stadt in der Weise, dass sie ihm die Schadloshaltung garantierte. Dennoch belegte ihn Walram von Moers am 16. August 1451 mit einem Verbot. Den Domherren Heinrich Korff gen. Schmising und Hugo von Schagen widerfuhr das gleiche Schicksal.